# Фусянь (озеро)
Озеро Фусянь — озеро в префектурі Юйсі провінції Юньнань на півдні КНР. Охоплює площу 212 км². Озеро посідає третє місце за величиною в провінції Юньнань, після озер Дянь та Ерхай. Також це найглибше озеро в провінції — найбільша глибина сягає 155 метрів. Це також третє за глибиною прісноводне озеро в Китаї, після озер Тяньчі та Канас.

## Флора і фауна
Озеро Фусянь відоме своєю унікальною фауною, включаючи багато ендемічних видів. Однак його відносна ізольованість робить його вразливим до біологічних інвазій та забруднення.
В озері живе 24 місцевих видів та підвидів риб, включаючи 11 ендеміків. Ситуація для більшості з них є нестабільною, оскільки на них негативно вплинули численні інтродукції екзотичних видів риб (26 видів), погіршення середовища існування, забруднення води та надмірний вилов. Всі ендемічні риби належать до родини коропових.
| Види                        | Оцінка МСОП            | Примітки                                      |
| --------------------------- | ---------------------- | --------------------------------------------- |
| Poropuntius chonglingchungi | Критично зникаючий     | Можливо, вимерлий (востаннє бачений у 1990-х) |
| Cyprinus fuxianensis        | Критично зникаючий     | Можливо, вимерлий (востаннє бачений у 1990-х) |
| Schizothorax lepidothorax   | Під загрозою зникнення | Можливо, вимерлий (востаннє бачений у 1990-х) |
| Sinocyclocheilus tingi      | Під загрозою зникнення | Все ще виживає, але сильний спад              |
| Tor yunnanensis             | Під загрозою зникнення | Можливо, вимерлий (востаннє бачений у 1990-х) |
| Anabarilius grahami         | Не оцінюється          | Досі виживає, але близький до зникнення       |
| Discogobio longibarbatus    | Не оцінюється          | Можливо, вимерлий (востаннє бачений у 1990-х) |
| Percocypris regani          | Не оцінюється          | Досі виживає.                                 |
| Triplophysa fuxianensis     | Не оцінюється          | Досі виживає                                  |
| Yunnanilus chuia            | Не оцінюється          | Можливо, вимерлий (востаннє бачений у 1990-х) |
| Yunnanilus obtusirostrisa   | Не оцінюється          | Можливо, вимерлий (востаннє бачений у 1990-х) |

Гриб Dyrithiopsis lakefuxianensis росте на затопленій деревині також ендеміком.
Кілька рідкісних гідрофітів зникли з озера.
Доісторичне членистоноге Fuxianhuia protensa названа на честь озера, де воно було відкрите в 1987 році.

## Загублене місто
У 2001 році повідомлялося, що під озером виявлено глиняний посуд та кам'яну кладку площею приблизно 2,4–2,7 км². Радіовуглецеве датування підтвердило вік міста 1750 років, або приблизно 257 р. н. е. Вважається, що руїни належать стародавньому королівству Дянь, і сповзли в озеро під час землетрусу.